# Soulcalibur VI
Soulcalibur VI (ソウルキャリバーVI?) es un videojuego de lucha de la saga Soulcalibur con gráficos 3D basado en espadas mágicas, desarrollado por la empresa Project Soul, y publicado por Bandai Namco Entertainment. Fue lanzado para las plataformas PlayStation 4, Xbox One y Steam.
Su fecha de lanzamiento fue el 19 de octubre de 2018. El año de lanzamiento marcó un lapso de seis años entre esta entrega y su antecesor inmediato Soulcalibur V.
Según el productor Motohiro Okubo, el videojuego es una celebración del 20 aniversario de la franquicia Soul.
En julio de 2021, el juego ha vendido más de dos millones de copias en todo el mundo.

## Argumento
Según Bandai Namco, Soulcalibur VI tiene lugar durante el siglo XVI y revisita los eventos y acontecimientos vistos en el primer juego de Soulcalibur para "descubrir verdades ocultas".

## Jugabilidad
Como todos los juegos de Soulcalibur anteriores a esta entrega, las peleas de Soulcalibur VI tienen lugar en un ambiente tridimensional, donde los luchadores se enfrentan con varios tipos de armas. Soulcalibur VI presenta una nueva mecánica de juego llamada "Reversal Edge", que actúa de manera similar al sistema de combos visto en Killer Instinct, y a la mecánica de Burst, vista en los luchadores de Arc System Works. Cuando se ejecuta, la esquina inferior muestra el contraataque, en una vista de cámara dinámica. El sistema de movimiento 8-Way Run que ha estado en la franquicia desde la primera Soulcalibur regresa en esta entrega. La mecánica de Ring-Out que estuvo ausente en la entrega spin-off free to play de Soulcalibur: Lost Swords, también está de regreso.
Soulcalibur VI también presenta el retorno del Modo Versus ("Jugador contra Jugador" y "Jugador contra CPU") y los modos multijugador en línea, que también estuvieron ausentes en Soulcalibur: Lost Swords, ya que este último se enfocó en la experiencia de un solo jugador.

## Personajes
Soulcalibur VI contiene una plantilla compuesta por personajes que regresan de anteriores juegos, y algunos luchadores totalmente nuevos. Tres de ellos son invitados de otras franquicias: Geralt de Rivia (The Witcher), 2B (NieR: Automata) y Haohmaru (Samurai Shodown).
| Juego base | Descargables                                                       |
| --- | ------------------------------------------------------------------ |
| - Astaroth - Azwel - Cervantes - Geralt de Rivia - Grøh - Inferno - Ivy - Kilik - Maxi - Mitsurugi - Nightmare - Siegfried - Raphael - Seong Mi-Na - Sophitia - Taki - Talim - Voldo - Xianghua - Yoshimitsu - Zasalamel | - 2B - Amy - Cassandra - Haohmaru - Hilde - Hwang - Setsuka - Tira |

## Desarrollo
Soulcalibur VI fue anunciado durante el evento de The Game Awards de 2017, por Bandai Namco Entertainment. 
El videojuego salió a la venta para las plataformas PlayStation 4, Xbox One y Microsoft Windows. El desarrollo del juego comenzó hace más de tres años.
Según Bandai Namco, el juego estaría centrado en la historia. Al igual que el anterior juego de lucha de Bandai Namco, Tekken 7, Soulcalibur VI se ejecuta con el motor de juego Unreal Engine 4, el productor del juego es Motohiro Okubo.
Según Okubo, el nombre código del título era "Luxor" debido a las intenciones del equipo de hacer que el juego se sintiera más brillante, como lo fue en el primer Soulcalibur. La mecánica adicional ayuda a educar a los jugadores, con la curva de aprendizaje del videojuego, que el equipo diseñó a través de Reversal Edge.
El 15 de marzo de 2018, fue anunciado como personaje jugable Geralt de Rivia, protagonista principal de los videojuegos The Witcher. 
Además, el escenario Kaer Morhen, basado en los juegos de la saga de The Witcher, es uno de los escenarios de combate.

## Recepción
El videojuego ha recibido críticas positivas. Game Informer y EGM elogiaron los modos de historia. VideoGamer.com elogió los gráficos, mientras que Destructoid elogió la música y la lista de personajes. El crítico de Game Revolution opinó que era "uno de los juegos de lucha más divertidos que he jugado". IGN lo resumió: "Las nuevas mecánicas agregan nuevas capas de estrategia y juegos mentales, mientras que el doble golpe de Libra de Soul y Soul Chronicle proporcionará horas y horas de contenido fantástico para un solo jugador". En 4Players elogiaron el netcode, mientras que en HobbyConsolas se elogió la creación de personajes. En GameSpot Tamoor Hussain dijo que era "Un tanto intuitivo y profundo".
El juego alcanzó el número 5 en la lista de ventas del Reino Unido. En Japón, vendió 24,049 copias en su primera semana de ventas, alcanzando el número 3. Alcanzó el número 8 en Australia y el número 7 en Nueva Zelanda. En los EE. UU., Fue el octavo videojuego más descargado de octubre en la PlayStation Store.

### Premios
| Año  | Premio              | Categoría                 | Resultado | Ref    |
| ---- | ------------------- | ------------------------- | --------- | ------ |
| 2018 | Game Critics Awards | Mejor videojuego de lucha | Nominado  | [ 52 ] |
| 2018 | The Game Awards     | Mejor videojuego de lucha | Nominado  | [ 53 ] |